# Токантинс (футбольный клуб)
«Токантинс» — бразильский футбольный клуб из города Палмас, столицы штата Токантинс. В настоящий момент клуб выступает в Серии D Бразилии. Клуб основан 10 августа 1979 года, домашние матчи проводит на стадионе «Нилтон Сантос». Главным достижением Токантинс, является победа в чемпионате штата Токантинс в 2008 году.

## Достижения
- Чемпион Лиги Токантиненсе (1): 2008.